# Théâtre Molière
Il Théâtre Molière è stato un teatro parigino attivo tra la fine del XVIII secolo e gli inizi del XIX secolo. 
Costruito nel 1791 in soli due mesi, il teatro era situato nella zona nota come Passage de Nourrices (l'attuale Passage Molière), con l'ingresso dinanzi alla rue Saint-Martin. Venne inaugurato l'11 giugno dello stesso anno con la rappresentazione de Il misantropo di Molière.
La produzione degli spettacoli era affidata a Jean-François Boursault (noto anche con lo pseudonimo di Malherbe), che occasionalmente recitava anche parti minori. Nel settembre del 1791 Borsault divenne tuttavia delegato alla Convenzione nazionale, lasciando il suo incarico a diversi funzionari. Il teatro, noto per i suoi spettacoli irriverenti e satirici nei confronti delle autorità, cambiò radicalmente registro e contenuti all'inizio del Regime del Terrore, quando venne anche rinominato Théâtre des Sans-Culottes. Il teatro, con una serie di rappresentazioni politicamente allineate a sostegno del governo, si attirò il plauso della classe politica e della stampa giacobina (il Feuille du salut public definisce questo teatro una "scuola per i cittadini [...] ispirante rispetto per la legge e i costumi retti"). Il 1794 vide il ritorno alla direzione del teatro di Boursault, che era fortunosamente sfuggito alla ghigliottina. Questi rinominò il teatro con il nome più neutrale di Théâtre de la rue Martin. Dopo i fatti del Termidoro rappresentò opere anti-giacobine, quali Le Souper des Jacobins e La Clubomanie.
Dopo il 1798 il teatro chiuse i battenti e li riaprì più volte, tornando ad adottare la sua denominazione originaria, fino alla chiusura definitiva avvenuta nel 1807 a seguito dell'emanazione delle nuove regolamentazioni in materia di spettacoli emanate da Napoleone Bonaparte.
| Controllo di autorità | VIAF (EN) 236591762 · LCCN (EN) nr98042855 · GND (DE) 1206083654 |